# Meurcé
Meurcé est une commune française, située dans le département de la Sarthe en région Pays de la Loire, peuplée de 272 habitants.
La commune fait partie de la province historique du Maine, et se situe dans le Saosnois.

## Géographie
| Doucelles, Vivoin | Doucelles, René  | Nouans                   |
| Vivoin            | Meurcé           | Nouans                   |
| Vivoin            | Lucé-sous-Ballon | Nouans, Lucé-sous-Ballon |

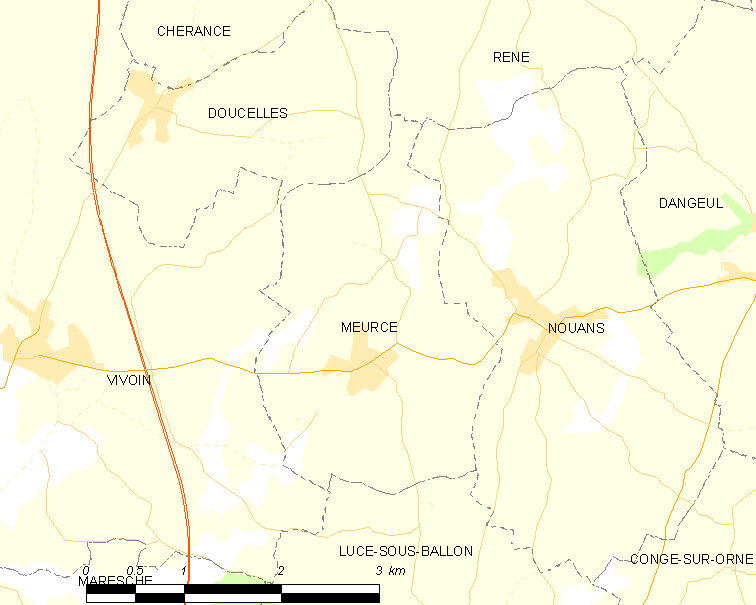
Carte de la commune.
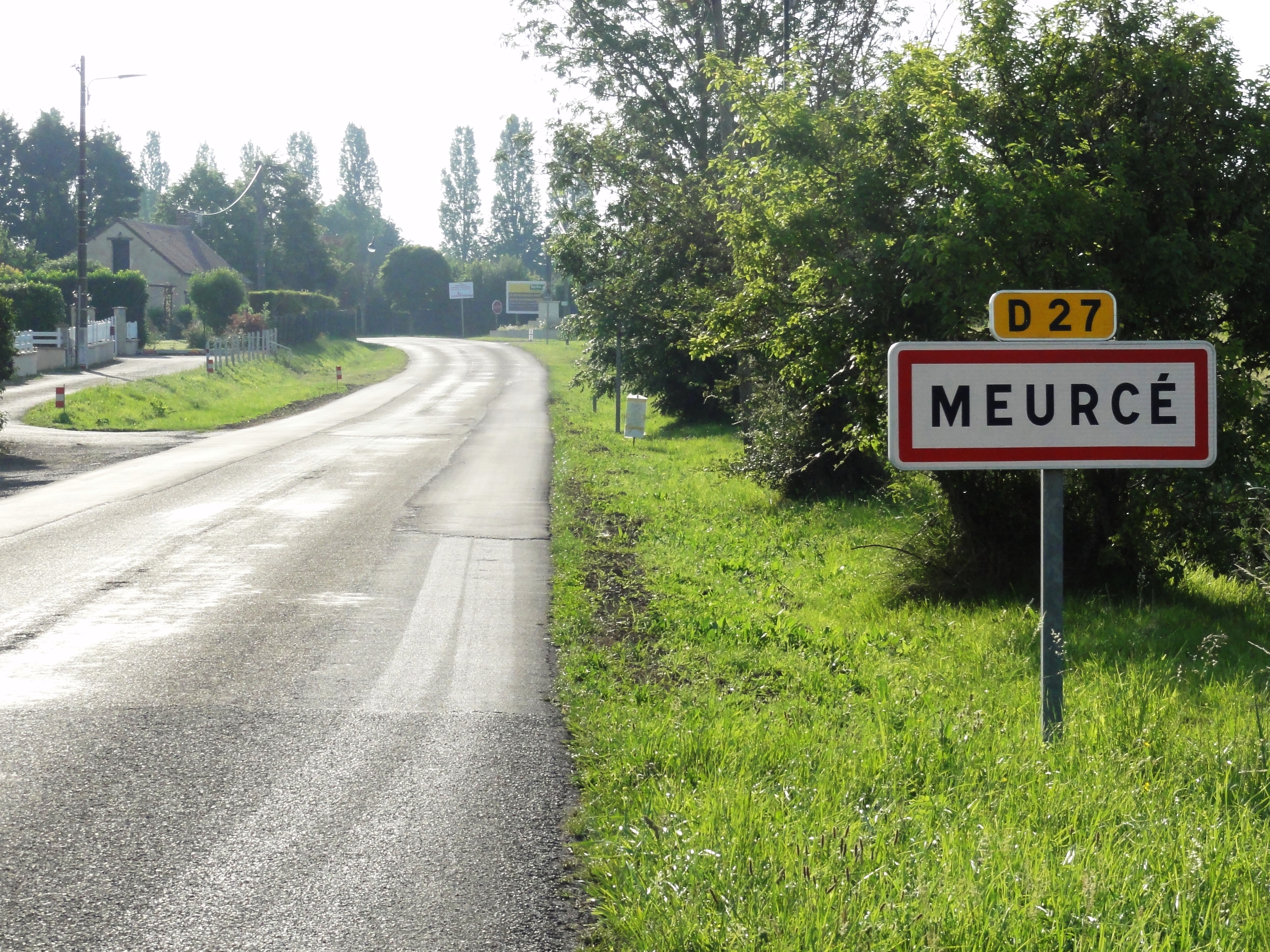
Entrée du bourg.
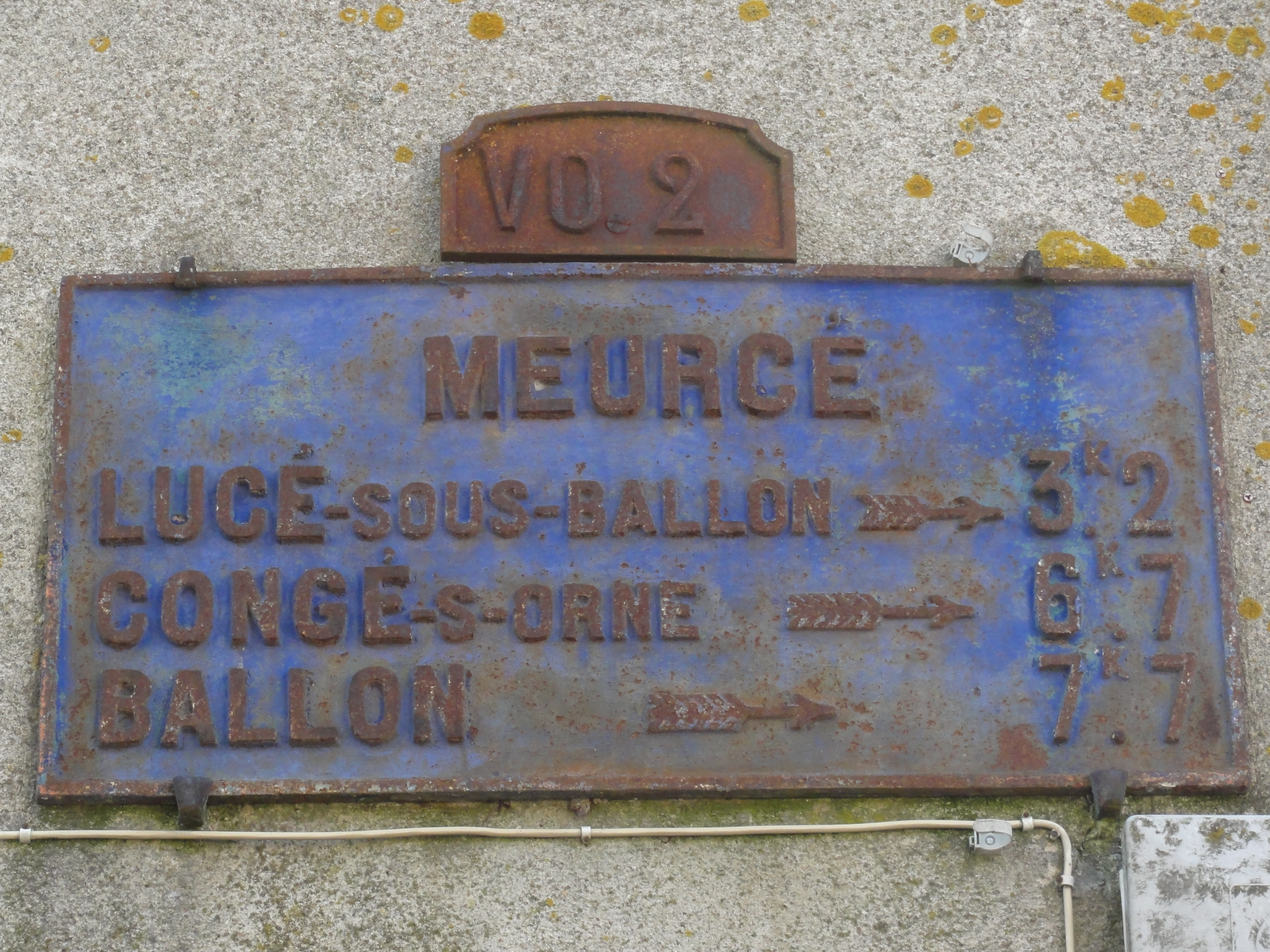
Plaque de cocher.

### Climat
Pour des articles plus généraux, voir Climat des Pays de la Loire et Climat de la Sarthe.
En 2010, le climat de la commune est de type climat océanique dégradé des plaines du Centre et du Nord, selon une étude du CNRS s'appuyant sur une série de données couvrant la période 1971-2000. En 2020, Météo-France publie une typologie des climats de la France métropolitaine dans laquelle la commune est exposée à un climat océanique altéré et est dans la région climatique  Moyenne vallée de la Loire, caractérisée par une bonne insolation (1 850 h/an) et un été peu pluvieux. 
Pour la période 1971-2000, la température annuelle moyenne est de 10,6 °C, avec une amplitude thermique annuelle de 13,9 °C. Le cumul annuel moyen de précipitations est de 684 mm, avec 11,6 jours de précipitations en janvier et 7,1 jours en juillet. Pour la période 1991-2020, la température moyenne annuelle observée sur la station météorologique de Météo-France la plus proche, « Marolles Les Braults », sur la commune de Marolles-les-Braults à 8 km à vol d'oiseau, est de 11,8 °C et le cumul annuel moyen de précipitations est de 702,5 mm,. Pour l'avenir, les paramètres climatiques de la commune estimés pour 2050 selon différents scénarios d'émission de gaz à effet de serre sont consultables sur un site dédié publié par Météo-France en novembre 2022.

## Urbanisme

### Typologie
Au 1er janvier 2024, Meurcé est catégorisée commune rurale à habitat dispersé, selon la nouvelle grille communale de densité à sept niveaux définie par l'Insee en 2022.
Elle est située hors unité urbaine. Par ailleurs la commune fait partie de l'aire d'attraction du Mans, dont elle est une commune de la couronne,. Cette aire, qui regroupe 144 communes, est catégorisée dans les aires de 200 000 à moins de 700 000 habitants,.

### Occupation des sols
L'occupation des sols de la commune, telle qu'elle ressort de la base de données européenne d’occupation biophysique des sols Corine Land Cover (CLC), est marquée par l'importance des territoires agricoles (95,9 % en 2018), une proportion identique à celle de 1990 (95,9 %). La répartition détaillée en 2018 est la suivante : 
terres arables (87,9 %), prairies (8 %), zones urbanisées (4,1 %). L'évolution de l’occupation des sols de la commune et de ses infrastructures peut être observée sur les différentes représentations cartographiques du territoire : la carte de Cassini (XVIIIe siècle), la carte d'état-major (1820-1866) et les cartes ou photos aériennes de l'IGN pour la période actuelle (1950 à aujourd'hui).

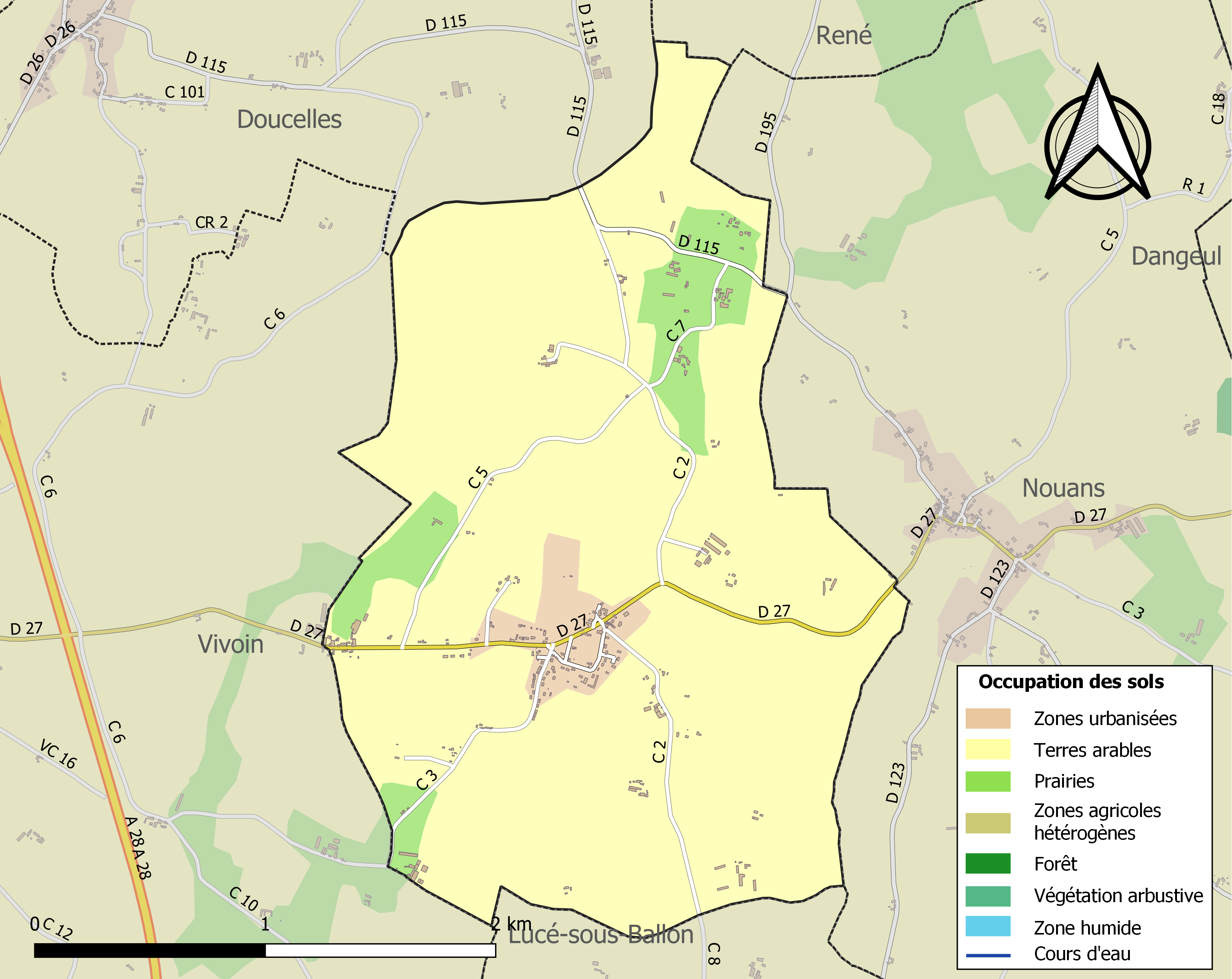
Carte des infrastructures et de l'occupation des sols de la commune en 2018 (CLC).

## Toponymie
Le toponyme est attesté sous les formes Murciacus (sans date) et Mulci (en 1330). Il serait issu de l'anthroponyme latin Murcius.
Le gentilé est Meurcéen.

## Histoire
La cure dépendait du prieuré de Vivoin.
Mentionnée dès 1521, la seigneurie a été annexée à la terre de Nouans au début du XVIIIe.

## Politique et administration
| Période                                  | Période      | Identité         | Étiquette | Qualité |
| ---------------------------------------- | ------------ | ---------------- | --------- | ------- |
| mars 1989                                | février 2007 | Raymond Pageot   |           |         |
| avril 2007                               | janvier 2023 | Michel Chabrerie | SE        | Médecin |
| Les données manquantes sont à compléter. |              |                  |           |         |

Le conseil municipal est composé de onze membres dont le maire et trois adjoints.

## Démographie
L'évolution du nombre d'habitants est connue à travers les recensements de la population effectués dans la commune depuis 1793. Pour les communes de moins de 10 000 habitants, une enquête de recensement portant sur toute la population est réalisée tous les cinq ans, les populations de référence des années intermédiaires étant quant à elles estimées par interpolation ou extrapolation. Pour la commune, le premier recensement exhaustif entrant dans le cadre du nouveau dispositif a été réalisé en 2007.
En 2022, la commune comptait 272 habitants, en évolution de +1,87 % par rapport à 2016 (Sarthe : −0,25 %, France hors Mayotte : +2,11 %).
Meurcé a compté jusqu'à 602 habitants en 1806.
| 1793 | 1800 | 1806 | 1821 | 1831 | 1836 | 1841 | 1846 | 1851 |
| ---- | ---- | ---- | ---- | ---- | ---- | ---- | ---- | ---- |
| 526  | 574  | 602  | 579  | 596  | 540  | 521  | 476  | 462  |

| 1856 | 1861 | 1866 | 1872 | 1876 | 1881 | 1886 | 1891 | 1896 |
| ---- | ---- | ---- | ---- | ---- | ---- | ---- | ---- | ---- |
| 463  | 454  | 438  | 390  | 370  | 342  | 312  | 311  | 320  |

| 1901 | 1906 | 1911 | 1921 | 1926 | 1931 | 1936 | 1946 | 1954 |
| ---- | ---- | ---- | ---- | ---- | ---- | ---- | ---- | ---- |
| 314  | 302  | 315  | 267  | 267  | 255  | 250  | 230  | 237  |

| 1962 | 1968 | 1975 | 1982 | 1990 | 1999 | 2006 | 2007 | 2012 |
| ---- | ---- | ---- | ---- | ---- | ---- | ---- | ---- | ---- |
| 206  | 199  | 142  | 129  | 232  | 259  | 275  | 277  | 262  |

| 2017 | 2022 | - | - | - | - | - | - | - |
| ---- | ---- | - | - | - | - | - | - | - |
| 269  | 272  | - | - | - | - | - | - | - |

## Économie
Meurcé est une commune essentiellement agricole. Un café-restaurant-multiservices et quelques entreprises artisanales complètent ses activités.

## Lieux et monuments
- Église Notre-Dame-de-l'Assomption (XIIe au XVIIe siècle). Reliquaire de la vraie croix : composé d'un pied supportant une croix, il est en cristal monté en argent doré (XVIe siècle). Il fut donné par Jeanne de Poyet, dame de Bourdelan et de Meurcé. L'église abrite un panneau peint du XVe siècle, ainsi que trois retables, une plaque funéraire et un dais en bois du XVe, classés à titre d'objets aux Monuments historiques[23]. Galerie photos des retables
- Presbytère du XVe ou XVIe siècle.
- Monument aux morts.
- Ancien fief de La Barre (XVe et XXe siècles).
- Château des XVIIe et XIXe siècles.
- Ancien four à chanvre.
- Plusieurs croix de chemin.
- Parc donnant sur la place.
- Séquoia tricentenaire.

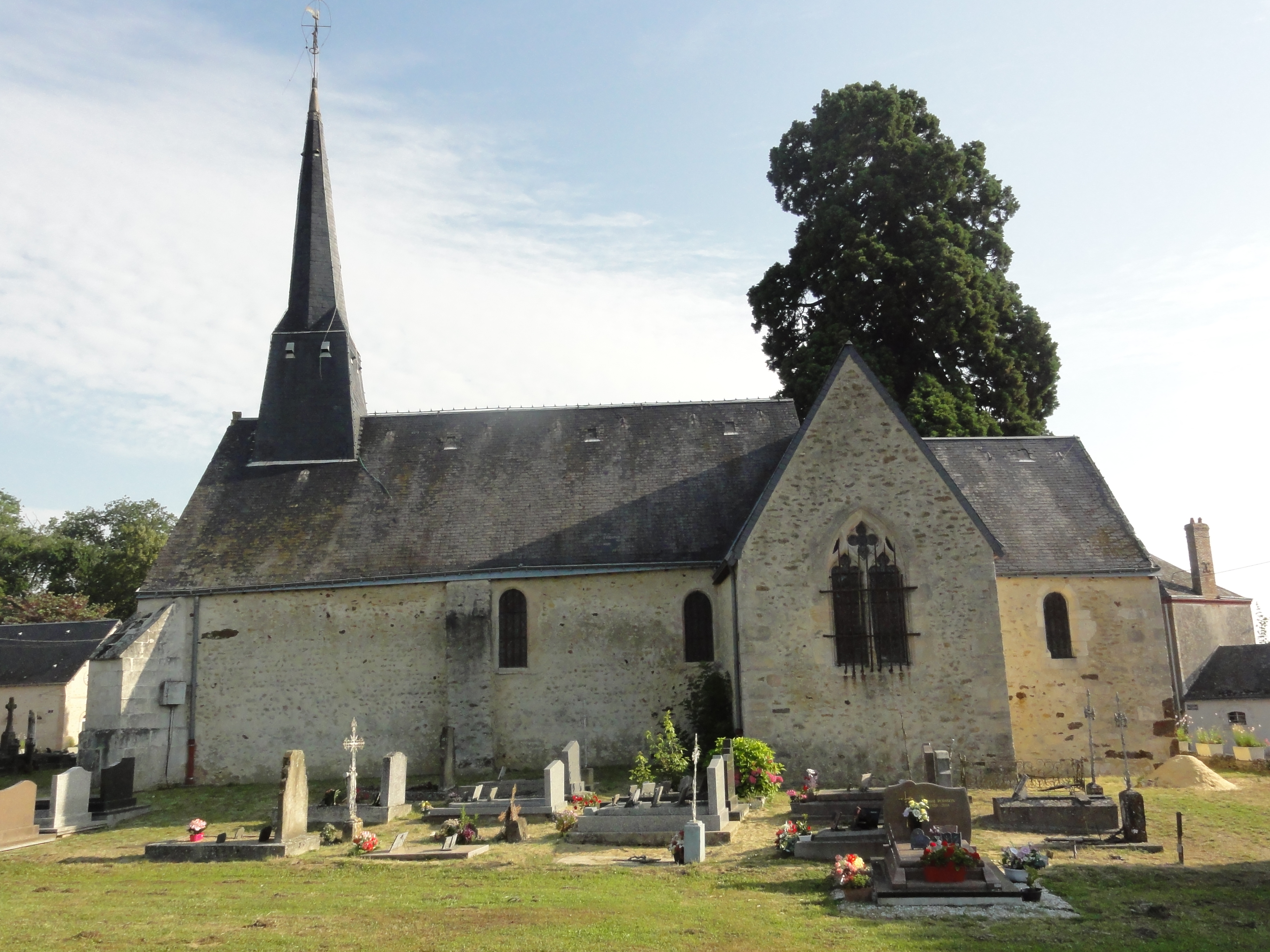
Église Notre-Dame-de-l'Assomption.
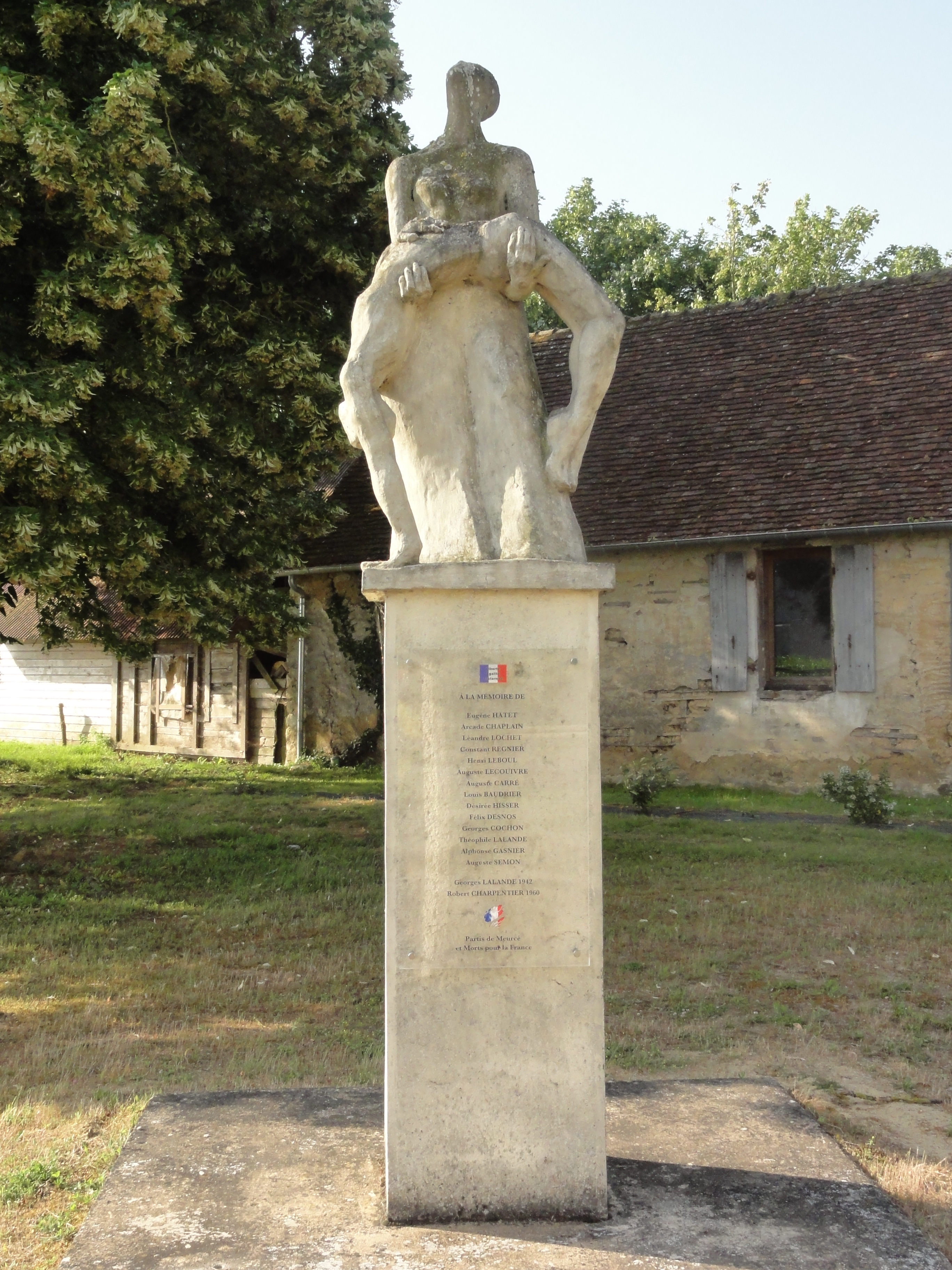
Monument aux morts.

## Activité et manifestations
- Vide-greniers.

## Personnalités liées
- Jean de la Barre : seigneur de Nouans et de la Bellangerie à Meurcé, vassal de Nicolas Connuau, seigneur de Saint-Aignan.